# Karangnongko (Kebonagung)
Karangnongko is een bestuurslaag in het regentschap Pacitan van de provincie Oost-Java, Indonesië. Karangnongko telt 1876 inwoners (volkstelling 2010).